# Szekér Zoltán
Szekér Zoltán (Veszprém, 1977. december 4. – ) kiberbiztonsági és digitalizációs szakértő.

## Foglalkozás
Szekér Zoltán – közel 20 éve foglalkozik kiberbiztonsági és digitális transzformációs megoldásokkal. Tanácsadóként elsősorban az IT-biztonságra, üzletfejlesztésre és szervezetfejlesztésre összpontosít, hogy ügyfeleit hatékonyabbá tegye a digitális kihívásokkal szemben.

## Egyéb képesítések
- 2022 - IBM Cloud Pak for Security Sales Foundation v2[6]
- 2024 - Arcserve Certified Sales Professional[7] – UDP 9
- 2024 - Arcserve Certified Sales Professional[8] – SaaS Backup
- 2024 - Arcserve Certified Sales Professional[9] - Cloud Services
- 2024 - Project Management Institute - Integrating Generative AI into Business Strategy[10]
- 2024 - Microsoft - Computer Ethics · Artificial Intelligence (AI)[11]
- 2024 - Microsoft - Threat & Vulnerability Management · Information Security Awareness[12]

## Tudományos publikációk
Magyar Tudományos Művek Tára (MTMT)

## Egyéb publikációk
- ITBUSINESS[13]  - Nincs semmi, ha nincs innováció[14] - 2021
- Computerworld - Fájdalomcsillapítás helyett megelőzés[15] - 2022
- Behaviur - HR Magazin - A digitalizáció mindenre gyógyír?[16]- 2022
- Gyártástrend Magazin - Kiberbiztonság: a nullánál nagyobb értékű, kétszemélyes játszma[17] - 2022
- Proab[18] Podcast - Kiberbiztonság alapjai[19] - 2022
- Infotér - Kényszerből digitalizáció[20] - 2022
- ICT Global - Milyen típusú IT-szakemberekre van szükség?[21] - 2023
- Computertrends.hu - Digitalizáció – Kinek, miért és hogyan?[22] - 2024
- ITBUSINESS[13]  - Mesterséges intelligencia az iparban[23] - 2024
- ITBUSINESS[13] - MI trendek és visszatekintés[24]- 2024
- SecTour - NIS2 aktualitások (hol és hogy állunk?) egy felkészítő szemszögéből[25] - 2024
- KKVHáz - Hosszú távú versenyképesség fenntartható növekedéssel[26] - 2024
- A NIS2 irányelv főbb technikai és jogi kihívásai[5] - 2025

## Szabadalmak
IT és Szervezetfejlesztés központú integrált vezetői kommunikációs modell -  HU 23944A4DA2 - 2014

## Legfontosabb díjak
- 2025 – European Milestone Business Awards - Science and Technology[28][29]
- 2024 – Hungarian Business Awards[30] -  Integrated leadership communication for IT and organizational development
- 2023 – Hungarian Business Awards[30] - Strategic Business Transformation
- 2022 – Central Europian Industrial Innovation Awards[31]
- 2015 – Nemzetközi innovációs díj vállalatirányítási rendszer kategóriában[32]
- 2013 – Nem hagyományos vezetői kommunikációs technikák, TDK[33] III. helyezés
- 2010 – Az év campus weboldala pályázata különdíj[34]
- 2009 – Modern logisztikai rendszerek vállalati alkalmazása, TDK[35] különdíj

## Saját alapítású vállalatok és brandek
- OD&IT Solutions - Vállalat[36] - 2004
- MentalPro Consulting - Vállalat[37] - 2023
- DIG-IT Podcast - Podcast csatorna brand[38]- 2023
- Sailinghangar - Vezetőképző brand[39] - 2021